# 10126 Lärbro
A 10126 Lärbro (ideiglenes jelöléssel 1993 FW24) a Naprendszer kisbolygóövében található aszteroida. Az UESAC program keretében fedezték fel 1993. március 21-én.